# 普舍尼奇尼基 (卡尼夫區)
49°51′57″N 31°21′46″E / 49.86583°N 31.36278°E
普舍尼奇尼基（烏克蘭語：Пшеничники）是位於烏克蘭中部的村莊，由切爾卡瑟州切爾卡瑟區的博布里齊亞市鎮負責管轄。該村始建於十八世紀，面積2.37平方公里，海拔高度163米，2007年人口175，人口密度每平方公里74人。